# 1507 v. Chr.
Portal Geschichte | Portal Biografien | Aktuelle Ereignisse | Jahreskalender | Tagesartikel

◄ |
17. Jahrhundert v. Chr. |
16. Jahrhundert v. Chr. |
15. Jahrhundert v. Chr. |
►

1490er v. Chr. |
1480er v. Chr. |
►

1507 v. Chr. |
1506 v. Chr. |
1505 v. Chr. |
1504 v. Chr. |
► |
►►

## Gestorben

### Genaues Todesdatum unbekannt
- Qie Yi, König über China (* unbekannt)